# Owens Valley
Owens Valley je údolí, příkopová propadlina,
na východě Kalifornie, ve Spojených státech amerických. Owens Valley leží ze západu obklopené pohořím Sierra Nevada a z východu pohořími White Mountains a Inyo Mountains.
Nadmořská výška údolí je 1 200 m. Okolní hory Sierry Nevady a White Mountains dosahují výšek přes 4 300 m, což činí z Owens Valley jedno z nejhlubších údolí na území Spojených států.
Owens Valley leží ve srážkovém stínu Sierry Nevady, v tomto důsledku má aridní podnebí.
Navíc došlo na počátku minulého století k výstavbě akvaduktu, který řekou Owens River zásobuje Los Angeles, což má za následek ještě větší suchost údolí a téměř vysušení jezera Owens Lake, které leží na jeho jižním konci.
Hlavmí městy v údolí jsou: Bishop, Lone Pine, Independence a Big Pine. Celkem zde žije okolo 25 000 obyvatel. Hlavní silnicí v Owens Valley je US 395.